# Wardruna
Wardruna är en norsk musikgrupp som spelar musik inspirerad av fornnordisk kultur. Bandet grundades av Einar Selvik, Kristian Eivind Espedal och Lindy Fay Hella år 2003 i Bergen.
Bandet hämtar inspiration från den fornnordiska mytologin och futharken, men också från vallmusik, folkmusik och modern ambient-musik.
Huvudsakligen används instrument från vikingatiden och förkristen tid. Även naturljud och instrument tillverkade av naturmaterial som björk och is förekommer.
Einar Selvik har varit noga med att bandet inte på något sätt försöker återskapa den fornnordiska musiken, då han anser den vara förlorad. Istället vill han skapa en ny musik för att ersätta det som gått förlorat. 
De första tre albumen bildar en trilogi, där vart och ett är baserat på åtta runor.
Sju av Wardrunas låtar användes i första säsongen av TV-serien Vikings. År 2014 tillkännagav bandet att de tillsammans med Trevor Morris ska komponera musiken till andra säsongen.. Selvik kom t.o.m. att spela en musiker i serien.
Deras musik har även använts i spelet Assassin's Creed Valhalla(en).

## Medlemmar

### Nuvarande medlemmar
- Kvitrafn (Einar Selvik) – alla instrument, sampling
- Lindy Fay Hella – sång, benflöjt

### Tidigare medlemmar
- Gaahl (Kristian Eivind Espedal) – sång
- Hallvard Kleiveland – hardingfela

### Livemedlemmar
- Arne Sandvoll – sång, percussion (2009– )
- Eilif Gundersen – bockhorn, lur (2016– )
- H.C. Dalgaard – trummor, percussion (2016– )
- Olav Mjelva – hardingfela, violin (2016– )
- Jørgen Nyrønning – hardingfela, violin (2016– )
- Tor Jaran Apold – hardingfela, violin (2016– )

## Diskografi

### Studioalbum
- 2009 – Runaljod – Gap var Ginnunga
- 2013 – Runaljod – Yggdrasil
- 2016 – Runajod – Ragnarok[3]
- 2018 – Skald
- 2021 – Kvitravn[1]
- 2025 – Birna

### Singlar
- 2013 – "Fehu"
- 2014 – "Løyndomsriss"